# Artemisia andersiana
Artemisia andersiana là một loài thực vật có hoa trong họ Cúc. Loài này được Podlech mô tả khoa học đầu tiên năm 1986.